# Pigí (Plátsa, Messénie)
 (mai 2025).
Pour les articles homonymes, voir Pigi (homonymie).
Pigí (grec moderne : Πηγή) est une localité située dans le dème du Magne-Occidental, dans le district régional de Messénie, dans la périphérie du Péloponnèse, en Grèce.
Selon le recensement de 2021, elle compte 30 habitants.